# Alexandre Laurent
Alexandre Laurent ist ein französischer Filmregisseur und Drehbuchautor.

## Leben
Laurent machte sein Fernsehdebüt 2001 bis 2002 in zwei Folgen der Fernsehserie Commissariat Bastille. 2004 folgte sein Spielfilmdebüt in dem Fernsehfilm Qui mange quand?. 2005 erhielt er in der Webserie Kaamelott eine wiederkehrende Rolle.

## Filmografie

### Regisseur des zweiten Stabes
- 2001–2002: Commissariat Bastille (Fernsehserie, 2 Folgen)
- 2002: Les Cordier, juge et flic (Fernsehserie, Folge 11x01)
- 2003: Femmes de loi (Fernsehserie, Folge 3x06)
- 2004: C com-ç@ (Fernsehserie)
- 2004: Qui mange quand? (Fernsehfilm)
- 2005: Faites comme chez vous (Fernsehserie)
- 2005: Mademoiselle Joubert (Fernsehserie)
- 2005: Kaamelott (Webserie, 100 Folgen)
- 2006: Je hais les parents (Fernsehfilm)
- 2007: SOS 18 (Fernsehserie, 5 Folgen)
- 2008–2009: R.I.S, police scientifique (Fernsehserie, 12 Folgen)

### Regisseur
- 2009: Chante!
- 2012: Die Richterin
- 2009–2013: R.I.S, police scientifique (Fernsehserie, 7 Folgen)
- 2013–2014: Falco
- 2015: Le secret d’Elise (auch Drehbuch)
- 2017: La Mante (auch Drehbuch)
- 2018: Wie ein Blitz vom Weihnachtshimmel
- 2019: Der Basar des Schicksals (8 Folgen)
- 2012–2020: Profiling Paris (21 Folgen)
- 2022: Les combattantes (auch Drehbuch)
- 2023: Cat’s Eyes (Fernsehserie)